# Augustus Edward Hough Love
Augustus Edward Hough Love FRS, mais conhecido pelo seu nome abreviado A. E. H. Love, (Weston-super-Mare, 17 de abril de 1863 — Oxford, 5 de junho de 1940) foi um matemático inglês, notável por seu trabalho sobre a teoria da elasticidade.
Love publicou o clássico A Treatise on the Mathematical Theory of Elasticity em dois volumes, em 1892 e 1893, seguido por três edições em volume único nos anos 1906, 1920 e 1927.
Love também trabalhou com propagação de ondas, e suas investigações sobre a estrutura da terra, contidas em seu livro Some Problems of Geodynamics, lhe renderam o Prêmio Adams em 1911, pelo seu desenvolvimento de um modelo matemático de ondas superficiais, conhecidas como ondas de Love, e a determinação dos parâmetros adimensionais que medem a rigidez de um corpo planetário e a suscetibilidade da sua forma se alterar em resposta a um potencial de maré, conhecidos por números de Love.
Entre outras de suas condecorações estão a Medalha Real (1909), a Medalha De Morgan (1926) da Sociedade Matemática de Londres e a Medalha Sylvester (1937) da Sociedade Real de Londres.
Love foi secretário da Sociedade Matemática de Londres, de 1895 a 1910, e seu presidente de 1912 a 1913.

## Publicações
- A Treatise on the Mathematical Theory of Elasticity
- Some Problems of Geodynamics
- Hydrodynamik: Physikalische Grundlegung, Enzyklopädie der Mathematischen Wissenschaften, 1901